# Еден Холиц
Еден Холиц (мађ. Holits − Holics Ödön)  био је мађарски фудбалер и атлетичар. Такмичио се у скоку у даљ на Летњим олимпијским играма 1908. године. Такође је играо фудбал и наступао је за мађарску репрезентацију као голман. Холиц је такође био селектор мађарске фудбалске репрезентације 1924. године.

## Каријера

### Фудбалска каријера
Између 1903. и 1905. године, играо је за фудбалску секцију МУЕ већином на позицији голмана. Његов најбољи резултат са тимом било је четврто место у сезони 1904. Такође је четири пута изабран за национални тим у истом периоду. За МТК је бранио у периоду између 1906. и 1912. године. Био је члан шампионског тима у сезони 1907/08. Није играо у сезони 1909–10. Био је први мађарски голман који је демонстрирао скок како би освојио лопту.

### Као атлетичар
Учествовао је на Летњим олимпијским играма 1908. у Лондону. Завршио је на 14. месту у скоку у даљ са резултатом 6,54 метра. На Атлетском првенству Мађарске 1909. освојио је национално првенство као такмичар МТК.

### Као тренер
Своју тренерску каријеру у фудбалу започео је у екипи Мафц. Између 1922. и 1924. године тренирао је Ујпешт ТЕ, освојивши друго и треће место на првенству. У међувремену, заједно са капитеном репрезентације Ђулом Кишом, тренирао је и репрезентацију и био је члан делегације која је учествовала на Олимпијским играма у Паризу 1924. године. Репрезентација, која се сматрала шансом за победу у финалу, претрпела је пораз од 3:0 од египатског тима и елиминисана је из даљих такмичења. Након пораза, који је постао познат као египатски ударац, Ђула Киш је поднео оставку, али је тим ипак одиграо пријатељску утакмицу са домаћим тимом, Француском. У овој једној утакмици, Холиц је водио репрезентацију као капитен репрезентације.
Поново је био главни тренер Ујпешта у сезони 1925–26. Након тога, радио је и за екипу Немзети СЦ. 1923, 1924. и 1928. године радио је и у Швајцарској током паузе мађарског првенства.
У својој књизи „Како играти фудбал“. У делу „Теорија и пракса модерног фудбала“, објављеном 1936. године, први пут је писао о позицији повучених централних нападача.
| Француска | 0 : 1 (0 : 1) | Мађарска       |
| --------- | ------------- | -------------- |
|           | Извештај      | Ајзенхофер 25’ |

## Достигнућа, награде

### Као фудбалер
- Мађарско првенство
  - шампион: 1907–08
  - 2.: 1910–11, 1911–12
  - 3.: 1906–07

### Као спортиста
- Олимпијске игре - скок у даљ
  - 14.: 1908, Лондон (6,54 м)
- Државно првенство - скок у даљ
  - шампион: 1909

### Као тренер
- Мађарско првенство
  - 2.: 1922–23
  - 3.: 1923–24

## Књига
- Holits Ödön–Mamusich Mihály: Hogyan futballozzunk. A modern futball elmélete és gyakorlata; Gergely, Bp., 1936